# Fernando Atzori
Fernando Atzori, född 1 juni 1942 i Ales på Sardinien, död 9 november 2020 i Florens, var en italiensk boxare.
Atzori blev olympisk mästare i flugvikt i boxning vid sommarspelen 1964 i Tokyo.